# Brigitte Proksch
Brigitte M. Proksch (* 5. Mai 1962 in Wien) ist eine österreichische Theologin.

## Leben
Brigitte Proksch studierte Theologie in Wien und Birmingham, promovierte am Institut für Ostkirchliche Theologie, Ökumene und Patristische Theologie in Graz und arbeitete von 1985 bis 2003 in verschiedenen Aufgaben im Afro-Asiatischen Institut in Wien und im Rektorat der katholischen Gemeinden aus Afrika, Asien und Lateinamerika in Wien, einer Sektion der Migrantenseelsorge der Erzdiözese Wien. Besondere Schwerpunkte ihrer Tätigkeit waren dabei die akademische und spirituelle Weiterbildung von katholischen Priestern aus Übersee in Österreich sowie der interkulturelle und interreligiöse Dialog. In Ostafrika und Asien sammelte sie durch Projektreisen und Kontakte mit katholischen Diözesen und orthodoxen Kirchen weltkirchliche Erfahrung und konnte durch Beziehungen zum orthodoxen Patriarchat in Addis Abeba den Aufbau der äthiopisch orthodoxen Kirche in Österreich vorbereiten und fördern.
Im Jahr 2003 schloss der Jesuitenorden mit Proksch ein Assoziierungsabkommen, wodurch sie sich dem Orden zur Verfügung stellte. Sie wurde in der Folge Präfektin im Collegium Canisianum in Innsbruck sowie auch für Ökumene im Kardinal König Haus in Wien eingesetzt. 2004 wurde sie von Johannes Paul II. als Konsultorin in den Päpstlicher Rat der Seelsorge für die Migranten und Menschen unterwegs (Pontificium Consilium de Spirituali Migrantium atque Itinerantium Cura) berufen. Sie war bis 2016 in verschiedenen Aufgaben im Migrantenrat tätig. Proksch war bis 2010 im weltweiten ignatianischen Netzwerk (Ignatian Associates) engagiert und ist trat 2011 in die pallottinische Familie (Unione Dell’Apostolato Catolico) ein.
Als erste Frau im Leitungsteam eines römisch-katholischen Priesterseminars, des Canisianums, wurde sie in der österreichischen Tageszeitung Der Standard am 11. November 2004 zum „Kopf des Tages“. Das Canisianum, das bis 2007 ein von Jesuiten geführtes internationales Priesterseminar war, widmete sich vor allem der Ausbildung von Priesteramtskandidaten und der Weiterbildung von Priestern aus aller Welt, besonders aus Afrika, Asien und Südamerika. 2007 wurde der Seminarbetrieb geschlossen, das Haus als Studienhaus für postgraduierte Studien (Priester) weitergeführt.
Seit der Durchführung eines Forschungsprojektes zu Vinzenz Pallotti im Auftrag der Herz Jesu-Provinz der Gesellschaft des katholischen Apostolats, ist sie für die Provinz tätig und wurde 2017 Mitglied der Unio. Seit 2019 ist sie Vorsitzende der Unio Österreich. Seit 2022 ist sie Leiterin des Pallotti Institut für Geschichte und Gegenwart von Spiritualität an der Vinzenz-Pallotti-Universität Vallendar und nebenbei als Exerzitienbegleiterin tätig. Im internationalen Netzwerk Religions for Peace (RfP, auch WCRP) ist sie auf Europa-Ebene (Mitglied im Governing Board, zeitweise auch Vizepräsidentin) und auf Österreich-Ebene engagiert und seit 2016 Vorsitzende in Österreich.

## Wissenschaftliche Tätigkeiten
Seit 2010 ist Proksch leitende Redakteurin der Zeitschrift Religionen unterwegs des Forum für Weltreligionen und  gemeinsam mit Petrus Bsteh, Peter Ramers und Hans Waldenfels Mitherausgeberin der Buchreihe „Spiritualität im Dialog“; seit 2014 ist sie Geschäftsführerin des Forum für Weltreligionen Wien. Ihre Forschungsschwerpunkte liegen im Bereich der Ökumene und der Patristik, besonders in Äthiopien (äthiopisches Mönchtum im Spätmittelalter), Recherchen zu Vinzenz Pallotti und dem Zweiten Vatikanischen Konzil (Ekklesiologie), Studienreisen nach Ostafrika und Asien. Des Weiteren übt sie eine Forschungs- und Lehrtätigkeit an der Vinzenz Pallotti University Vallendar mit den Schwerpunkten Spiritualität und Interkulturalität aus.

## Schriften (Auswahl)
als Autorin
Monographien
- Christus in den Schriften Cyprians von Karthago. LIT-Verlag, Münster 2007, ISBN 978-3-8258-1103-7 (zugl. Dissertation, Universität Graz 2004).
- Beteiligung – Vielfalt – Dialog. Inspirationen Vinzenz Pallottis zur Ekklesiologie, Friedberg 2014.
- Spiritualität für die Gegenwart. Zeitgemäße Impulse für Christsein heute, Friedberg 2016.

als Herausgeberin
- Reihe: Spiritualität im Dialog. LIT-Verlag, Münster 2009 ff.

1. Spiritualität im Gespräch der Religionen I. 2009, ISBN 978-3-643-50000-7.
2. Spiritualität im Gespräch der Religionen II. 2010, ISBN 978-3-643-50119-6.
3. Das Charisma des Ursprungs und die Religionen. 2011, ISBN 978-3-643-50281-0.
4. Wegbereiter des interreligiösen Dialogs, 2012.
5. Die Orden im wandel Europas. Historische Episoden und ihre globalen Folgen, 2013.
6. Ordenscharismen im Aufbruch zum Dialog mit den Weltreligionen, 2014.
7. Die Dynamik des Anfangs im Paradigmenwechsel zur Moderne, 2016.
8. Wegbereiter des interreligiösen Dialogs, Band II, 2018
9. Wegbereiter des interreligiösen Dialogs, Band II, 2019/2020.